# Cohors I Ulpia Pannoniorum

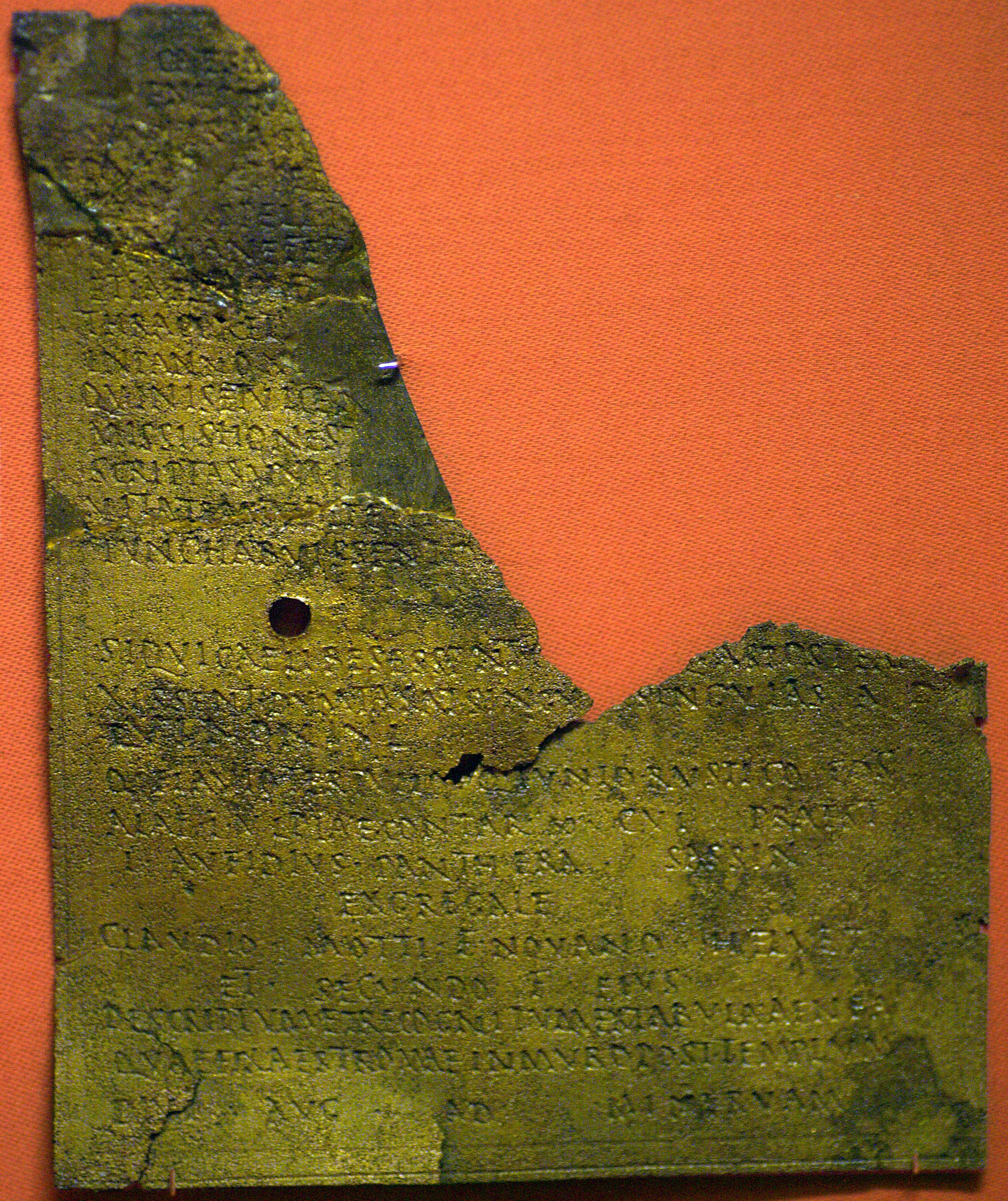
Ein Militärdiplom von 133 n. Chr.

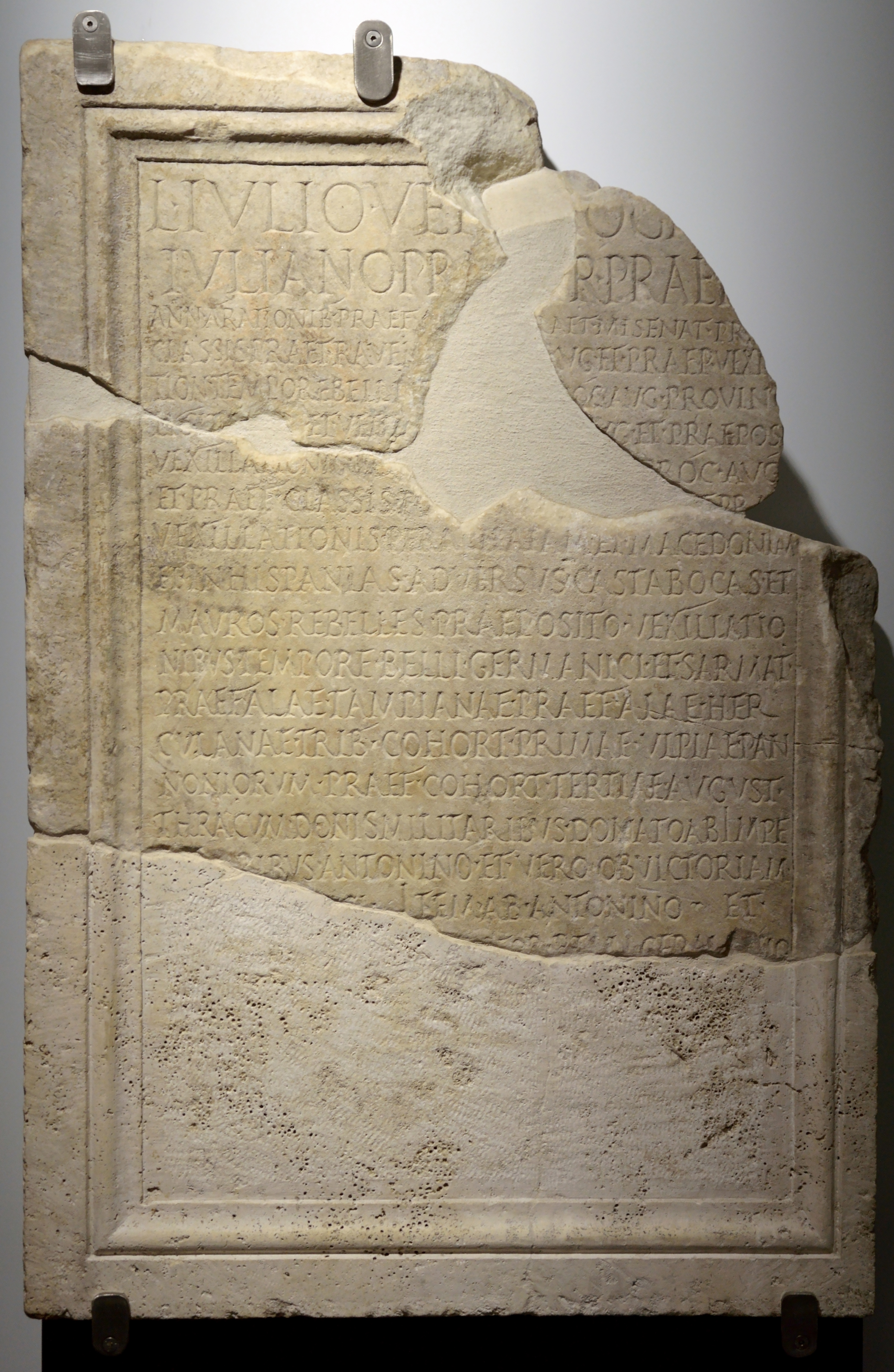
Die Inschrift des Lucius Iulius Vehilius Gratus Iulianus

Die Cohors I Ulpia Pannoniorum [milliaria] [equitata] [victrix] [Antoniniana] [Gordiana] (deutsch 1. Kohorte die Ulpische der Pannonier [1000 Mann] [teilberitten] [die Siegreiche] [die Antoninianische] [die Gordianische]) war eine römische Auxiliareinheit. Sie ist durch Militärdiplome, Inschriften und Ziegelstempel belegt. In einer Inschrift wird sie als Cohors I Pannoniorum bezeichnet.

## Namensbestandteile
- Cohors: Die Kohorte war eine Infanterieeinheit der Auxiliartruppen in der römischen Armee.

- I: Die römische Zahl steht für die Ordnungszahl die erste (lateinisch prima). Daher wird der Name dieser Militäreinheit als Cohors prima .. ausgesprochen.

- Ulpia: die Ulpische. Die Ehrenbezeichnung bezieht sich auf Kaiser Trajan, dessen vollständiger Name Marcus Ulpius Traianus lautet.

- Pannoniorum: der Pannonier. Die Soldaten der Kohorte wurden bei Aufstellung der Einheit aus den verschiedenen Stämmen der Pannonier auf dem Gebiet der römischen Provinz Pannonia rekrutiert.

- milliaria: 1000 Mann. Je nachdem, ob es sich um eine Infanterie-Kohorte (Cohors milliaria peditata) oder einen gemischten Verband aus Infanterie und Kavallerie (Cohors milliaria equitata) handelte, lag die Sollstärke der Einheit entweder bei 800 oder 1040 Mann. Der Zusatz kommt in fast allen Militärdiplomen sowie in mehreren Inschriften[2] vor. In den Diplomen und Inschriften wird statt milliaria das Zeichen {\displaystyle \infty } verwendet.

- equitata: teilberitten. Die Einheit war ein gemischter Verband aus Infanterie und Kavallerie. Der Zusatz kommt in mehreren Inschriften[3] vor.

- victrix: die Siegreiche. Der Zusatz kommt in einer Inschrift[4] vor.[A 1]

- torquata: mit Torques ausgezeichnet. Der Zusatz kommt möglicherweise in einer Inschrift[5] vor.[A 2]

- civium Romanorum: der römischen Bürger. Den Soldaten der Einheit war das römische Bürgerrecht zu einem bestimmten Zeitpunkt verliehen worden. Für Soldaten, die nach diesem Zeitpunkt in die Einheit aufgenommen wurden, galt dies aber nicht. Sie erhielten das römische Bürgerrecht erst mit ihrem ehrenvollen Abschied (Honesta missio) nach 25 Dienstjahren. Der Zusatz kommt möglicherweise in einer Inschrift[6] vor.[A 3]

- Antoniniana: die Antoninianische. Eine Ehrenbezeichnung, die sich auf Caracalla (211–217) oder auf Elagabal (218–222) bezieht. Der Zusatz kommt in zwei Inschriften[7] sowie auf Ziegeln[8] vor.

- Gordiana: die Gordianische. Eine Ehrenbezeichnung, die sich auf Gordian III. (238–244) bezieht. Der Zusatz kommt in einer Inschrift[9] vor.

Die Einheit war eine Cohors milliaria equitata. Die Sollstärke der Einheit lag daher bei 1040 Mann, bestehend aus 10 Centurien Infanterie mit jeweils 80 Mann sowie 8 Turmae Kavallerie mit jeweils 30 Reitern.

## Geschichte
Die Kohorte war in der Provinz Pannonia superior stationiert. Sie ist auf Militärdiplomen für die Jahre 126 bis 163 n. Chr. aufgeführt.
Die Einheit wurde vermutlich unter Trajan (98–117) als Cohors milliaria aufgestellt. Der erste Nachweis der Einheit in der Provinz Pannonia superior beruht auf einem Diplom, das auf 126 datiert ist. In dem Diplom wird die Kohorte als Teil der Truppen (siehe Römische Streitkräfte in Pannonia) aufgeführt, die in der Provinz stationiert waren. Weitere Diplome, die auf 133 bis 163 datiert sind, belegen die Einheit in derselben Provinz.
Der letzte Nachweis der Kohorte beruht auf einer Inschrift, die auf 251/280 datiert wird.

## Standorte
Standorte der Kohorte in Pannonia superior waren möglicherweise:
- Aquincum (Budapest): eine Inschrift[14] sowie Ziegel[15] mit den Stempeln der Einheit wurden hier gefunden.
- Carnuntum (Bad Deutsch-Altenburg): eine Inschrift[16] wurde hier gefunden.
- Solva (Esztergom): Zahlreiche Inschriften[17][18] sowie Ziegel[19] mit den Stempeln der Einheit wurden hier gefunden.

Ziegel mit dem Stempel der Einheit wurden auch in Kneževi Vinogradi im heutigen Kroatien gefunden.

## Angehörige der Kohorte
Folgende Angehörige der Kohorte sind bekannt:

### Kommandeure
| - [?], ein Tribun (AE 2011, 985) - []mus, ein Tribun (AE 1981, 600). Er war auch Präfekt der Ala Classiana. - []rus, ein Tribun (AE 2011, 989) - Aulus Baebius Regillus: er wird auf dem Diplom von 148 als Kommandeur genannt. - C(aius) Co[] Donatus, ein Tribun (AE 2011, 976) - Cn(aeus) Clodius Classicianus, ein Tribun (CIL 3, 8162). Er war auch Tribun der Cohors XVIII Voluntariorum. - Here[nnius] []nus, ein Tribun (AE 2011, 974) | - Lucius Iulius Vehilius Gratus Iulianus, ein Tribun - Marcus Afranius Hannibalianus, ein Tribun - Marcus Flavius Impetratus, ein Tribun - Marcus Pompeius Pollio, ein Tribun - Publius Aelius Mamianus, ein Tribun - P(ublius) Ga[] Hib[ernali]s, ein Tribun (AE 2011, 991) - T(itus) Iulius Iulian(us), ein Tribun (CIL 5, 4343) |

### Sonstige
| - [] Colap(ianus) (CIL 3, 11227) - Ael(ius) Serenus, ein Soldat (CIL 3, 10349) - Atta, ein Fußsoldat: das Diplom von 148 wurde für ihn ausgestellt. - Aur(elius) Secundinus, ein Veteran und ehemaliger Decurio (CIL 3, 3350) | - Avent(inius) Nigrinus, ein Veteran (AE 1997, 1265) - M(arcus) Aurel(ius) Priscus (RHP 00410) - Sept(imius) Victorinus (AE 1997, 1265) |